# Szaban Trstena
Szaban Trstena (ur. 1 stycznia 1965 w Skopju) – macedoński zapaśnik, w barwach Jugosławii dwukrotny medalista olimpijski.
Walczył w stylu wolnym, największe sukcesy w kategorii muszej (do 52 kilogramów). Brał udział w trzech igrzyskach (IO 84, IO 88, IO 96), na dwóch zdobywał medale. Triumfował w 1984, był drugi w 1988. W 1996 reprezentował Macedonię. Był brązowym medalistą mistrzostw świata w 1982, stawał na podium mistrzostw Europy (złoto w 1984 i 1990, srebro w 1983, 1985 i 1986, brąz w 1982 i 1988). Triumfator igrzysk śródziemnomorskich w 1983, 1987 i 1991.

## Odznaczenia
- Order 8 Września (2022)[3]